# Wilhelm Stoll Maschinenfabrik
Die Wilhelm Stoll Maschinenfabrik GmbH ist ein Landmaschinenhersteller mit dem Schwerpunkt Frontladerbau mit Stammsitz in Lengede-Broistedt.

## Geschichte
1878 wurde die W. Stoll Maschinenfabrik GmbH in Luckenwalde bei Berlin gegründet. Zwischen 1906 und 1945 befand sich der Firmensitz in Torgau. Ab 1946 wurde der Betrieb im niedersächsischen Broistedt neu aufgebaut. Das Unternehmen begann am neuen Standort mit der Entwicklung und Produktion von Rübenrodern und stieg 1965 in die Produktion von Frontladern ein. Als erster Frontladerhersteller baut Stoll seit 1983 Einfahrfrontlader, die ohne großen Aufwand innerhalb von zwei Minuten vom Schlepper getrennt werden können.
Die dänische Freudendahl Invest A/S übernahm im Jahr 1997 zunächst 20 % der Anteile an der Wilhelm Stoll Maschinenfabrik GmbH und zwei Jahre später das gesamte Unternehmen. In der Folge wurde die Produktion von Rübenrodern und Heumaschinen am Standort Broistedt aufgegeben.
Mit der FS/FZ-Frontlader-Baureihe wird seit 2007 die Bauweise der Frontlader weiter vereinfacht: Ohne auf Stabilität zu verzichten, werden die Steuerstangen und die Hydraulikleitungen in die Schwingen verlegt. Nachdem Freudendahl Invest im November 2012 Insolvenz angemeldet hatte, erwarb Anfang des Jahres 2013 ein Finanzinvestor, die Deutsche Mittelstand Beteiligungen (DMB) aus Hamburg, dessen Anteile und war seither Eigentümer. Im Juli 2021 wurde Stoll vom größten tschechischen Landmaschinenhersteller Agrostroj Pelhřimov übernommen.

## Umsatzzahlen und Produkte
Unter der Marke STOLL werden Frontlader und Frontladerwerkzeuge produziert; der Umsatz beträgt ca. 65,64 Millionen Euro.
Neben Frontladern werden zusätzlich Werkzeuge für die Silageentnahme, Ballen-Zangen, Planier- und Greifschaufeln sowie verschiedene Gabel- und Forstwerkzeuge hergestellt.
Frontlader und Werkzeuge werden an drei Standorten in Deutschland und Polen produziert.

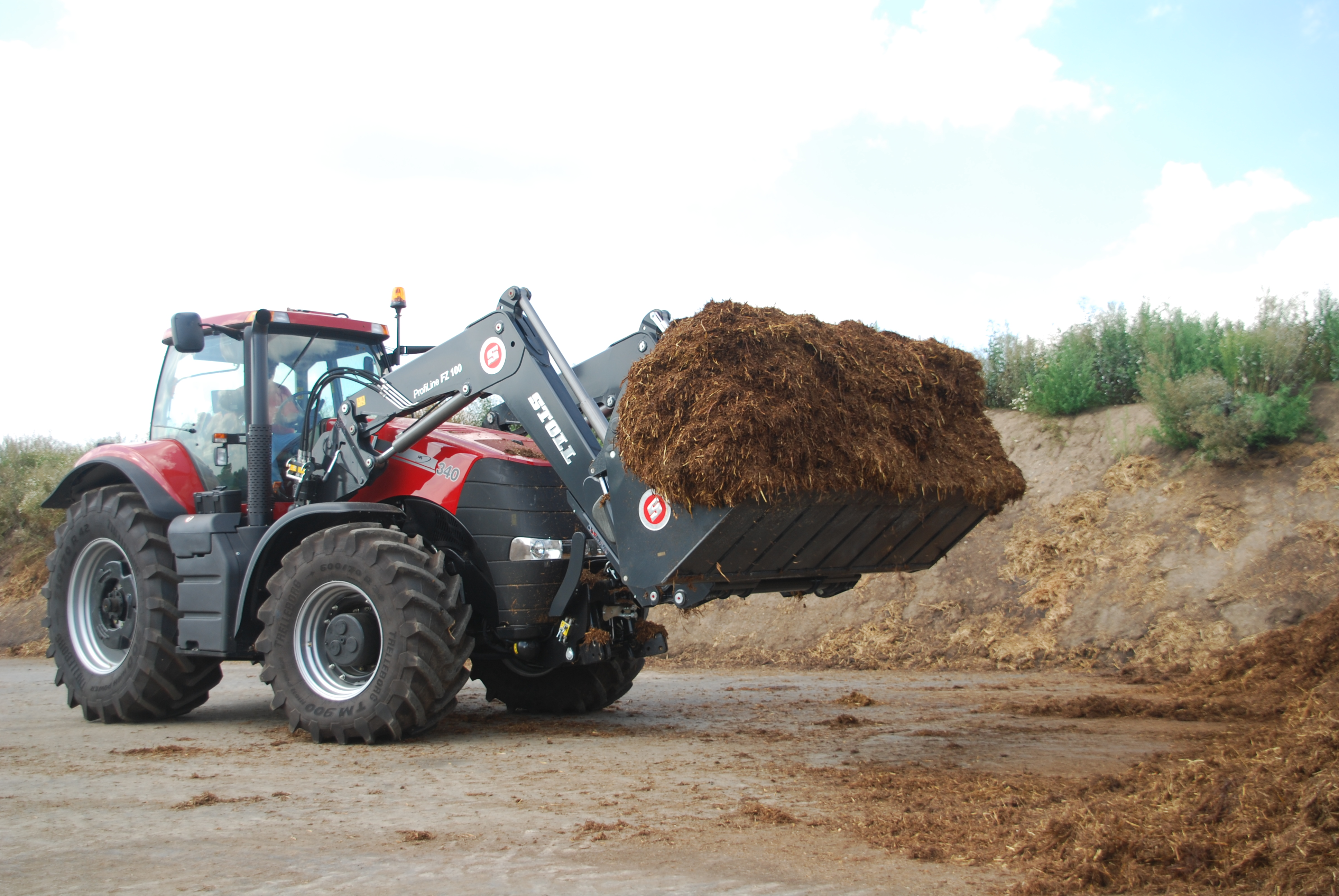
Case IH Magnum 340 mit Stoll ProfiLine FZ 100 Frontlader
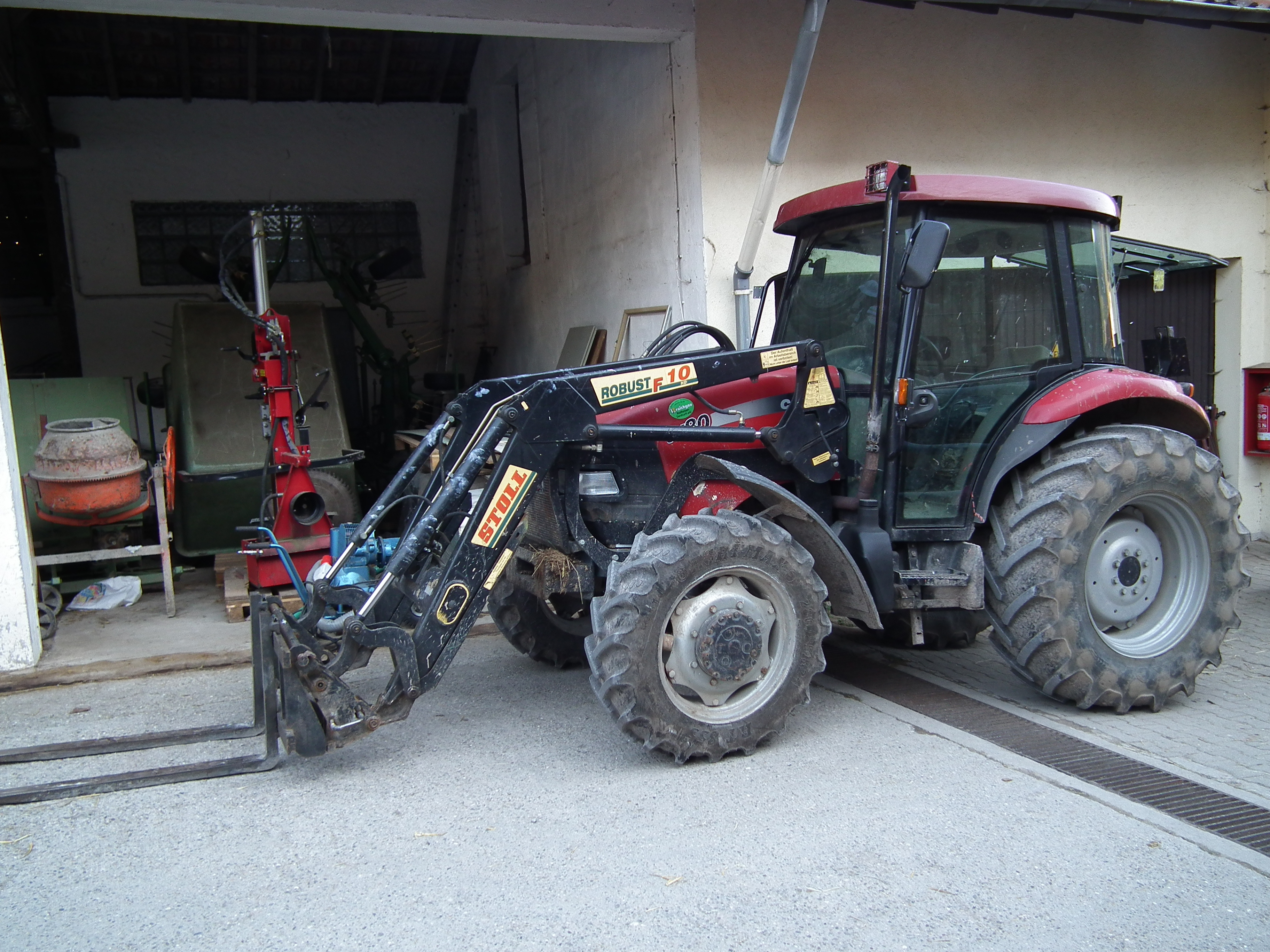
Stoll Frontlader
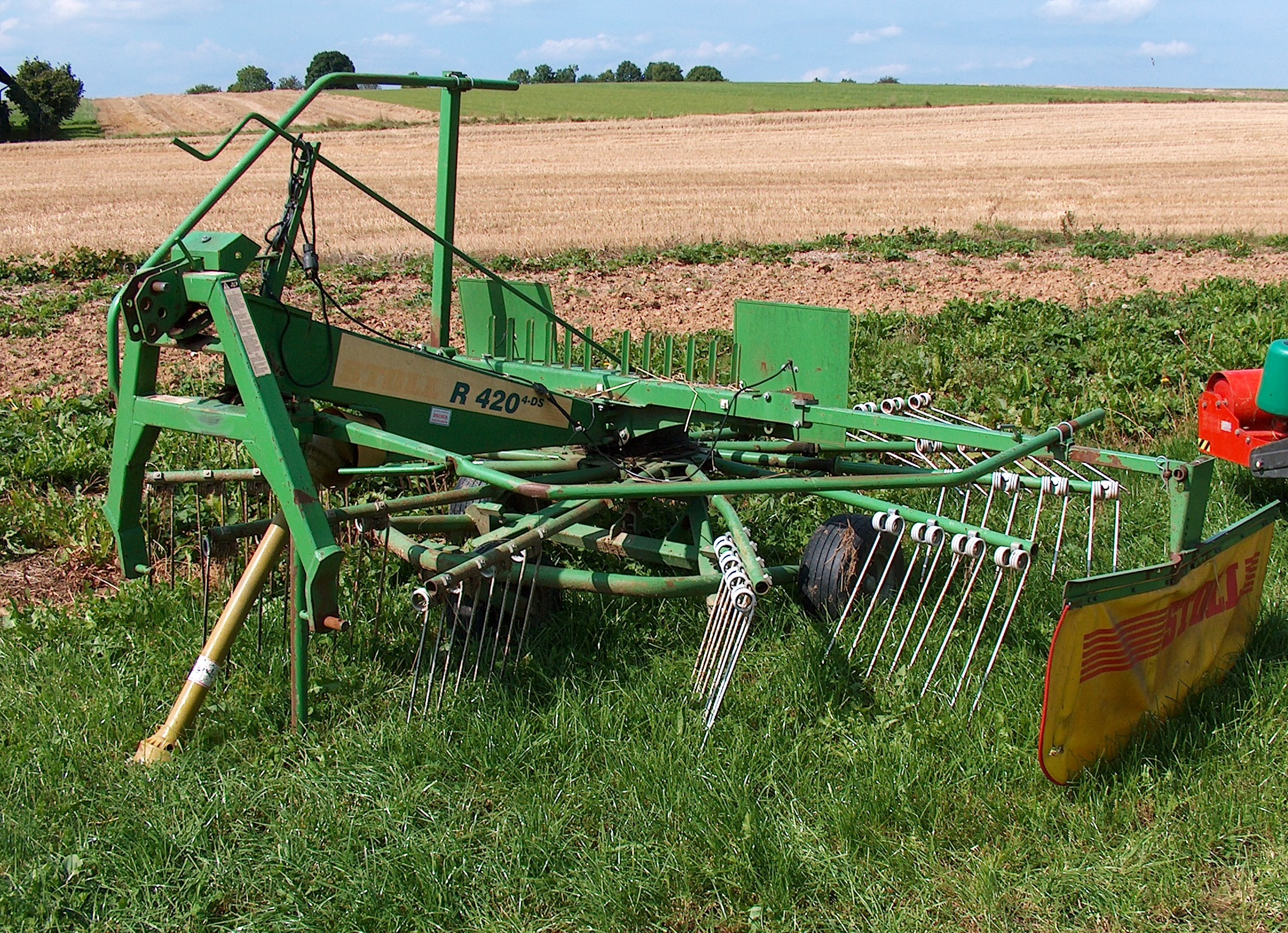
Stoll Schwader
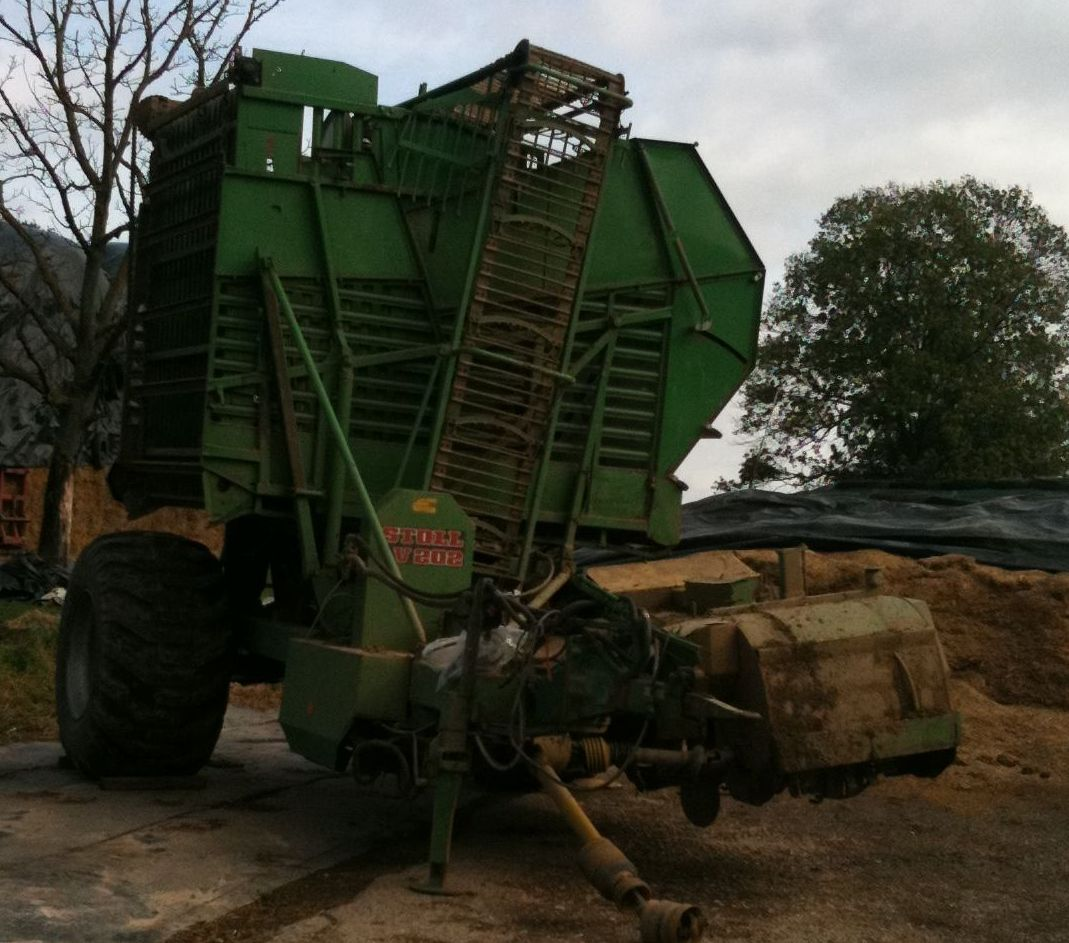
Stoll Rübenroder V 202